# Idde Schultz (musikalbum)
Idde Schultz släpptes 1995 och är Idde Schultz debutalbum som soloartist. 
Albumet producerades av Staffan Hellstrand, som också är upphovsman till nästan alla låtarna. På albumlistorna placerade sig albumet som högst på sjunde plats i Norge, och andra plats i Sverige. Låten "Fiskarna i haven" blev en stor framgång som singel.

## Låtlista
Text och musik av Staffan Hellstrand om inte annat anges.
1. I min famn
2. (Du var) allt jag ville ha (Olle Ljungström/Andreas Mattsson)
3. Farväl - Adjö (Idde Schultz/Staffan Hellstrand)
4. Fiskarna i haven
5. Småstadsskvaller (Staffan Hellstrand/Fredrik Blank)
6. Skärsår (Schultz/Hellstrand)
7. Högre mark
8. Du såg aldrig mig
9. Jag väljer mina drömmar själv (Ljungström/Hellstrand/Schultz)
10. Vita hus och lila slätter
11. Den andra dagen i maj

"Vita hus och lila slätter" är en cover på B-sidan till Hellstrands singel "Bilder av dig" från 1992. "Högre mark" spelades senare in av Hellstrand till hans samlingsskiva Bästa – Hela vägen hem 2000.

## Medverkande
- Idde Schultz - sång
- Staffan Hellstrand - gitarr, orgel, munspel
- Magnus Persson - trummor, slagverk, didgeridoo
- Matts Alsberg - bas
- Fredrik Blank - gitarr
- SNYKO - musiker

## Listplaceringar
| Lista (1995-1996) | Topplacering |
| ----------------- | ------------ |
| Norge             | 7            |
| Sverige           | 2            |

### Fotnoter
1. ↑  ”Idde Schultz”. Svensk mediedatabas. 6 mars 1995. http://smdb.kb.se/catalog/id/001509286. Läst 27 oktober 2014.
2. ↑  ”Idde Schultz”. Norwegiancharts. 6 mars 1995. http://norwegiancharts.com/showitem.asp?interpret=Idde+Schultz&titel=Idde+Schultz&cat=a. Läst 11 januari 2008.
3. ↑  ”Idde Schultz”. Swedishcharts. 6 mars 1995. http://swedishcharts.com/showitem.asp?interpret=Idde+Schultz&titel=Idde+Schultz&cat=a. Läst 11 januari 2008.